# Петровсько-Розумовська (станція метро)
55°50′13″ пн. ш. 37°34′28″ сх. д. / 55.83694° пн. ш. 37.57444° сх. д.
«Петро́всько-Розумо́вська» (рос. Петровско-Разумовская) — кросплатформовий пересадний вузол Серпуховсько-Тимірязєвської лінії та Люблінсько-Дмитровської лінії Московського метрополітену, розташований: «західний зал» між станціями «Тимірязєвська» і «Владикіно». Відкрито 1 березня 1991 у складі дистанції «Савеловська» — «Отрадне». «Східний зал» між станціями «Фонвізінська» і  «Окружна» — відкрито 16 вересня 2016.

## Технічна характеристика
Конструкція станції — комплекс з двох паралельних залів. Західний зал є колонним трисклепінним глибокого закладення (глибина закладення — 61 м), східний — колонно-стінова трисклепінна станція глибокого закладення. Між залами є 2 пари переходів. Склепіння західного залу станції спираються на колони через фасонні клинчасті перемички. Крок колон — 6,5 м.
Ширина східної платформи — 16,1 м, висота східного станційного залу — 6,1 м.

## Оздоблення
Колони і колійні стіни оздоблені білим і сірим мармуром. У торці залу знаходяться декоративні вази з квітами з гіпсу. Підлога викладена темним гранітом. Над ескалаторним тунелем і у вікнах зовнішнього вестибюля виконані вітражі (З. К. Церетелі). Стіни вестибюля викладені червоною цеглою.
Колонно-стінова конструкція дозволила створити ритм порталів (з колоною в центрі отвору) і широкими пілонами. Використовуючи нахил пілонів і колон в протилежних напрямках, вдалося створити пластику великих форм. Комбіноване рішення закарнізне освітлення (в отворах світло спрямовано до долу, на пілонах — вгору) створює цікаву гру світлотіні. Кольорове рішення станції монохромне, в білих відтінках, з невеликими ділянками на платформних стінах, оздоблених зеленим мармуром Verde Malachite.
Склепіння центрального і бічних залів станції, а також похилих ходів ескалаторів оздоблені панелями декоративної скловолокнистої водовідвідної парасольки.

## Колійний розвиток
Станція з колійним розвитком — 5 стрілочних переводів, СЗГ у вигляді з'їзду для переходу рухомого складу між лініями та 1 станційна колія для обороту та відстою рухомого складу.

## Вестибюлі та пересадки
Є один, північний, вестибюль, який розташовано на Дмитровському шосе, поблизу Локомотивного проїзду. 
- Залізнична платформа «Петровсько-Розумовське»
  -  Петровсько-Розумовське
  -  Петровсько-Розумовське
- Автобуси: м40, 82, 114, 123, 194, 204, 215, 282, 300, 447, 466, 677, т19, т56, т78